# World's Greatest Dad
World's Greatest Dad är en komedifilm regisserad av Bobcat Goldthwait från 2009 med bland annat Robin Williams och Alexie Gilmore.

## Roller
| Robin Williams     | – Lance Clayton            |
| Alexie Gilmore     | – Claire Reed              |
| Daryl Sabara       | – Kyle Clayton             |
| Evan Martin        | – Andrew Troutman          |
| Geoff Pierson      | – Principal Wyatt Anderson |
| Henry Simmons      | – Mike Lane                |
| Mitzi McCall       | – Bonnie Troutman          |
| Jermaine Williams  | – Jason                    |
| Lorraine Nicholson | – Heather Johnson          |
| Morgan Murphy      | – Morgan                   |
| Toby Huss          | – Bert Green               |
| Tom Kenny          | – Jerry Klein              |
| Jill Talley        | – Make-Up Woman            |